# 潜水艇
潜水艇（せんすいてい）は、水中で活動可能な船のことである。
民間用としては海底調査など科学研究用と遊覧などの商用の水中船全般のことを指す。軍用では特に小型のものを潜水艇と呼び、大型のものは潜水艦と呼ばれる。
操船に関しては日本を含め多くの国では1級小型船舶操縦士（相当の）資格で法的には可能だが、通信の制限や3次元的な動作など水上船とは異なる技術が求められる。
潜水艇は航続距離が短い為、活動範囲は限られる。多くの無人潜水艇は電線などで母船とつながっている。自律型無人潜水機は6マイル (10km) 以上の運行が可能である。

## 潜水艦と潜水艇
使用目的による名称・機能の違い
- 潜水艦：軍事用の大型水中艦
- 潜水艇：軍事用・民間用の小型水中船

軍用の潜水艇では旧日本海軍の「甲標的」「蛟龍」「海龍」、ドイツ海軍の「ビーバー」、北朝鮮の半潜水艇などがあり、工作員が陸地に潜入する際には水中スクーターも使われる。
軍事用潜水艇は特殊潜航艇と呼ぶ場合もある。
第二次世界大戦時には対艦攻撃を主任務としていたが（特殊潜航艇参照）、戦後は特殊部隊の運搬・支援を目的とする事が多い。一部の潜水艇は潜水艦乗員の訓練（韓国）や魚雷発射訓練の標的（スウェーデン）、セイルを追加装備して通常潜水艦として運用（クロアチア）される事もある。北朝鮮、ロシア、ユーゴスラビア、パキスタンなどが多くを保有するが、イタリアには潜水艇メーカーであるCABIカッタネオ社（イスラエル海軍やイタリア海軍のSDVを製造）、コスモス社（パキスタンやコロンビアに潜水艇の輸出および技術移転を行なった）、ドラス社などがある。このうち、コスモス社は2003年に経営破綻している。また、60年代に起きた潜水艦沈没事故をうけ、沈没した原子力潜水艦などから乗員を救助する『深海救難艇』も開発され、潜水艦隊を運用している先進国で万一に備え配備されている。
アメリカ海軍はこの種の装備に消極的であったが、昨今は特殊作戦の必要性からSDVおよびASDSと呼ばれる一種の潜水艇を開発・運用している。これらは原子力潜水艦を母艦として発着する事ができる。
アメリカ海軍のNR-1は西側諸国最小の原子炉を搭載した珍しい小型『核動力推進潜水艇』で、海軍引き渡し当初は「原潜用原子炉の研究」や「学術的深海探査」等が目的とされていたが、最近になり情報公開や書籍の登場により、実は建造当初より『極秘作戦専用原子力潜航艇』として開発されており、アメリカ海軍及びNATO海軍潜水艦隊のための「海底ロラン」の設置、空母での発着訓練中に海没したF-14と共に深海に沈んだAIM-54 フェニックス空対空ミサイルの回収など「軍事機密保持作戦」や諜報活動に当たっていた事も明らかになっている。

### サブマリンとサブマーシブル
潜水艦と潜水艇に類似する概念に、英語ではサブマリン（英語: submarine）とサブマーシブル（英語:  submersible）があり、潜水艦をサブマリン、潜水艇を便宜上サブマーシブルの訳語とする場合があるが、サブマリンとサブマーシブルは大きさではなく機能による分類であるため、厳密には誤りである。サブマーシブルは潜水艇のうち大型の水上船等で運搬されクレーンなどで支持される必要があるものを言い、一方サブマリンは独立して航行が可能な潜水艦と潜水艇全てを指す。

## 犯罪
近年では南アメリカの麻薬密売組織などが、アメリカ沿岸警備隊の目をかいくぐるため、麻薬密輸用潜水艇を使っての麻薬密輸事件が増えている。2019年7月10日に麻薬を積んだ半潜水艇がアメリカ沿岸警備隊に摘発されたほか、2021年3月12日にはスペインの警察当局が麻薬を運搬するためにマラガで建造された青い潜水艇を押収したことを公表した。2023年にはコロンビア海軍がコカイン塩酸塩2643キロを積んだ半潜水艇を拿捕した。

## 商用

### 観光用
観光客の遊覧用として可潜領域が水深50メートル未満の潜航艇が開発されている。ハワイなど、海水透明度が高く、ダイビングも盛んな所で運航されている場合が多い。なお大半は半潜水艇による運航である。
- もぐりん - 1989年から2002年まで沖縄県の恩納村沖で運行していたが廃業した[4]。美しい景色を見ることが出来た。
- 韓国（済州島） - 西帰浦、馬羅島、遮帰島、牛島の4箇所で、それぞれ別事業者によって計4艘が運航。
- アトランティス・サブマリン（観光用潜水艇事業者）[5]
  - アルバ、バハマ諸島、バルバドス、グランドケイマン、グアム、メキシコ（コスメル）、サンマルタン、アメリカ領セント・トーマス、ハワイ諸島（オアフ島、マウイ島、ハワイ島）の計8か所で10艘の潜水艇が運航され、その中の5艘がハワイ諸島で運航されている。
- サイパン - ディープスター・サブマリン[6]が運航
- バリ島（アムック湾） - オデッセイサブマリン[7]が運航
- オーシャンゲート社 - 5人乗りのタイタン号（英語版）で沈没しているタイタニック号の見学ツアーを行っていた。

### 個人用

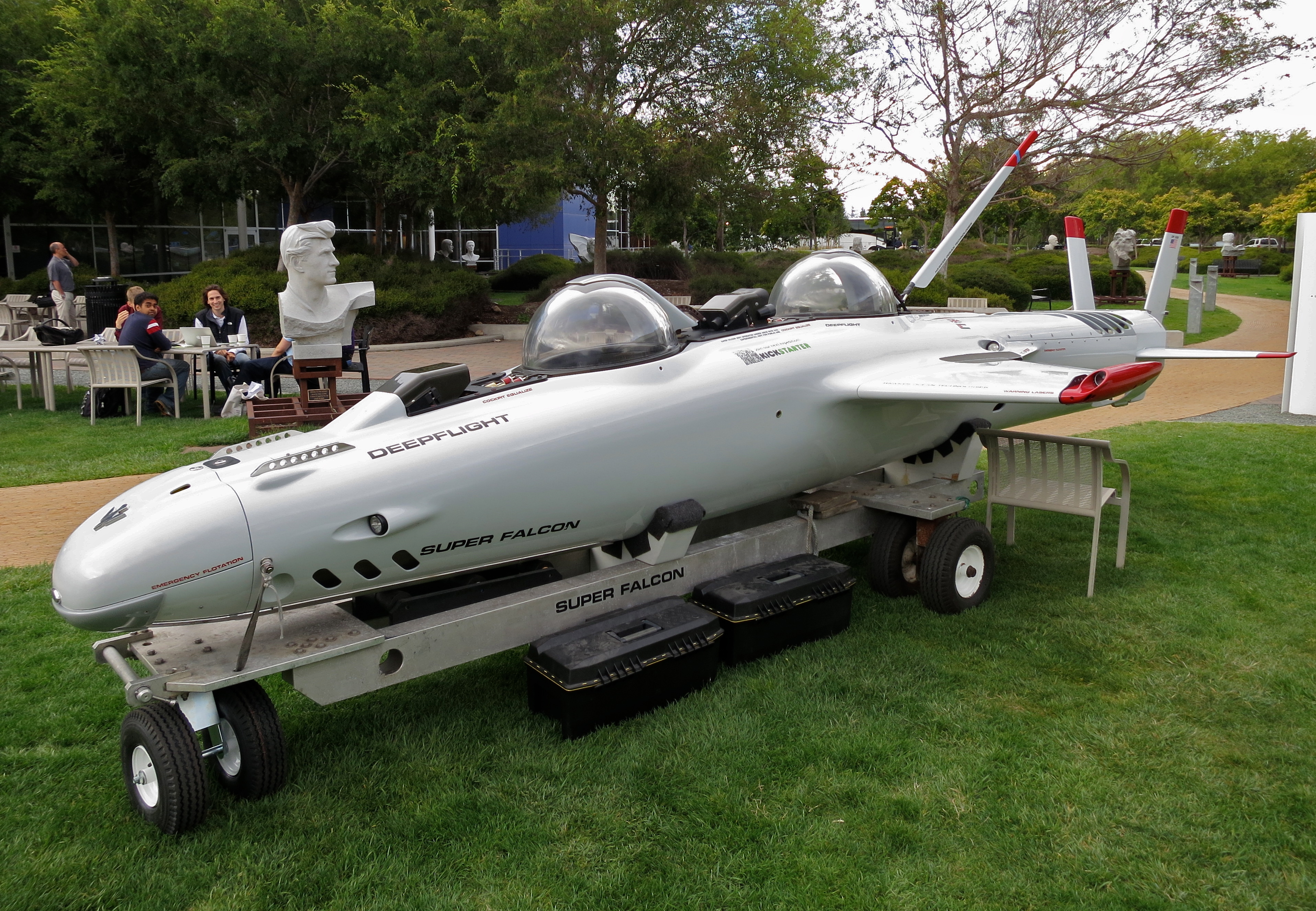
2人乗りの潜水艇「DeepFlight Super Falcon」

乗員1～3名の小型潜水艇（Personal submarine）が販売されている。富裕層向けの純粋な遊覧用であり、調査機器は搭載していない。欧米では専門メーカーが複数存在する。

### 通商用
かつては海上封鎖をすり抜けて物資を輸送するため非武装の潜水艇が建造された。

## 調査用
深海の生物や環境の調査、鉱物資源の探索などのために各国で潜水艇の開発が行われている。

### 有人機
耐圧操縦室、ロボットアーム、回収用バスケット、カメラなどを持つ小型艇。可潜領域が500メートルを超えるものは、チタンなどで出来た球形の耐圧殻となっており、その非常に限られた容積の中に操作ユニットなどが収められているため、乗員はパイロット2名に研究者1名の3名体制が多い。
1970年代までは各国で有人潜水調査艇が建造されたが、1980年代以降は遠隔操作無人探査機の性能が向上し、有人潜水調査艇の建造数は減った。近年、民間組織によって新たに建造されることもある。遠隔操作無人探査機の支援母船等も含めた運用経費は同深度の潜水能力を持つ有人潜水艇と比較して1/10以下であるとされる。また、技術の進歩により、従来有人でなければ不可能だった分野でも無人機で可能になりつつある。
 日本
- しんかい（運用終了）
- しんかい2000（運用終了）
- しんかい6500
- よみうり号（運用終了）
- くろしお2号（運用終了）
- はくよう（運用終了）

 フランス
- アルシメード
- SP-350
- SP-500
- サイアナ（運用終了）
- ノティール

 イタリア
- トリエステ（引退）

 アメリカ合衆国
- トリエステ2（引退）
- アルビン
- ジョンソン・シー・リンク
- ディープローバー
- トライトン

 オーストラリア
- ディープシーチャレンジャー

 ロシア
- ミール

 中国
- シーポール級潜水艇
- 蛟竜号
- 彩虹魚号

 カナダ
- パイシーズ

 スイス
- ベン・フランクリン (PX-15)

### 無人探査機
小型の無人潜水艇は遠隔操作無人探査機"marine remotely operated vehicles" またはMROVsと呼ばれ、今日ではダイバーにとって深海や危険な分野で広範囲に使用されている。遠隔操作による (ROVs) は油田の整備や沈没船を引き上げる用途に供される。これらの遠隔操作による運行は海上の母船からの有線（動力と通信）で行われる。母船からは画像を見てジョイスティックでプロペラやマニピュレータを操作する。
タイタニック号の調査に使用されたジェイソンJrのように有人潜水艇から無人潜水艇を制御する運用も実施される。
近年では行動範囲の限られる有線操縦から無線操縦のものも登場しているが活動範囲が有線式よりも広範囲にできる反面、動力、活動時間、（海中では電波が届かない為）画像の転送帯域が制限される問題がある。自律運行型ROVの開発も進行中である。
 日本
- ABISMO（回収不能により廃棄）

 アメリカ合衆国
- ネーレウス（喪失）

## 潜水艇の事故
- 1974年6月17日 - カプセル型潜水艇「うずしお」（日本鋼管建造、芙蓉海洋開発運用）が千葉県鋸南町沖合の海底10m付近で調査中に停電。潜水艇内で電線がショートして有毒ガスが発生、乗員2人が引き上げ後に死亡した[9]。
- 2023年6月18日、タイタニック号見学ツアーの潜水艇「タイタン」が5人を乗せたまま行方不明となった。同月22日（現地時間）、アメリカ沿岸警備隊は海底で潜水艇の残骸を発見したことを発表した（潜水艇タイタン沈没事故を参照）[10]。